# Plage i Laśkiewicz
Plage i Laśkiewicz (Zakłady Mechaniczne E. Plage i T. Laśkiewicz) – pierwsza polska wytwórnia lotnicza, mieszcząca się w Lublinie. Produkowała samoloty od 1921 do 1935, kiedy została znacjonalizowana, w tym od 1928 produkowała własne konstrukcje samolotów, pod nazwą Lublin.

## Początek produkcji lotniczej
Zakłady Plage i Laśkiewicz początkowo były warsztatem mechanicznym i budowy kotłów. W 1920 roku podjęły produkcję samolotów jako pierwsze zakłady w odrodzonej Polsce. Zakłady mieściły się przy ul. Fabrycznej 26 w Lublinie i zajmowały powierzchnię 13 ha, z tego ok. 10 000 m² warsztatów. W roku 1921 zatrudniały około 500 pracowników. Kierownikiem biura technicznego był wówczas inż. Stanisław Cywiński. Pierwsze zamówienie od rządu polskiego zatwierdzono 17 lutego 1920. Przewidywało ono produkcję 100 samolotów myśliwskich Ansaldo A.1 Balilla i 200 liniowych (rozpoznawczo-bombowych) Ansaldo A.300 na licencji włoskiej. Pierwsze samoloty z zakładów w Lublinie były gotowe dopiero latem 1921 – pierwszy A-300 polskiej produkcji oblatano 15 czerwca 1921. Jednakże głównie na skutek niewielkiego doświadczenia zakładów i niewłaściwego wykonawstwa, jakość produkowanych Balilli i A.300 była fatalna i doszło do licznych katastrof tych samolotów, co spowodowało zmniejszenie zamówień. Plage i Laśkiewicz wyprodukowały:
- 1921 r. 14 samolotów
- 1922 r. 22 sam.
- 1923 r. 60 sam.
- 1924 r. (do czasowego wstrzymania produkcji) 36 sam.

Mimo nieudanego początku, zakłady zdobyły przy produkcji samolotów Ansaldo doświadczenie i z kolejnymi samolotami nie było już takich problemów. W 1924 zakłady otrzymały zamówienie na licencyjną produkcję francuskich samolotów liniowych Potez XV, których wyprodukowano 100 w latach 1925–1926. Następnie zakładom zlecono licencyjną produkcję samolotów liniowych Potez XXV, których wyprodukowano 150 w latach 1928–1931 (oba typy były równolegle produkowane w zakładach PWS). W latach 1929–1930 zakłady wyprodukowały na licencji Fokkera 11 samolotów pasażerskich Fokker F-VIIB/3m oraz dalsze 20 w samodzielnie rozwiniętej wersji bombowej.

## Własne konstrukcje
W połowie lat 20. zmieniło się kierownictwo zakładu, a kierownikiem biura konstrukcyjnego został inż. Jerzy Rudlicki. Oprócz produkcji licencyjnej, wytwórnia wówczas zaczęła opracowywać własne konstrukcje pod kierunkiem inż. Rudlickiego. W skład zespołu konstrukcyjnego wchodził m.in. inż. Jerzy Dąbrowski. Samoloty konstrukcji zakładów Plage i Laśkiewicz otrzymywały nazwę Lublin i oznaczenie „R” z kolejnymi numerami.
Pierwszą własną konstrukcją był jednosilnikowy dwupłatowy samolot liniowy Lublin R.VIII, oblatany w 1928 roku i wyprodukowany w liczbie 6 sztuk w latach 1928–1930, z których 3 były następnie przebudowane na wodnosamoloty i używane przez polskie lotnictwo morskie. W 1929 został oblatany prototyp samolotu pasażerskiego R.IX (oparty na konstrukcji R.VIII), a w 1930 roku samolotu pasażerskiego R.XI, jednakże nie zostały one zamówione przez linie lotnicze.
Kolejną konstrukcją był jednosilnikowy górnopłat Lublin R.X, oblatany w 1929 roku, który wygrał konkurs na samolot łącznikowy dla lotnictwa polskiego (pokonując PZL Ł.2). Został zamówiony w liczbie jedynie 7 sztuk, lecz na jego bazie inż. Rudlicki zaprojektował samolot szkolny R.XIV, którego wersja Lublin R.XIII stała się podstawowym samolotem obserwacyjnym lotnictwa polskiego w latach 1933–1939. Lublin R.XIV zbudowany był w latach 1930–1931 w liczbie 15 sztuk, a Lublin R.XIII w latach 1932–1935 w liczbie 223 sztuk (dalsze 50 sztuk już po upaństwowieniu wytwórni).
W 1930 został oblatany samolot sportowy Lublin R.XII, jednakże nie był udany i nie wszedł do produkcji. Kolejna konstrukcja samolotu pasażerskiego Lublin R.XVI z 1932 roku również nie została zakupiona przez polskie linie lotnicze, lecz w latach 1933–1935 zbudowano 6 R.XVIb w wersji samolotów sanitarnych. Ostatnią konstrukcją zakładów był dwusilnikowy ciężki wodnosamolot torpedowy Lublin R-XX, oblatany w 1935, który też nie wszedł do produkcji. Poza zbudowanymi konstrukcjami, biuro zakładów opracowało też kilka innych projektów, które nie były realizowane.

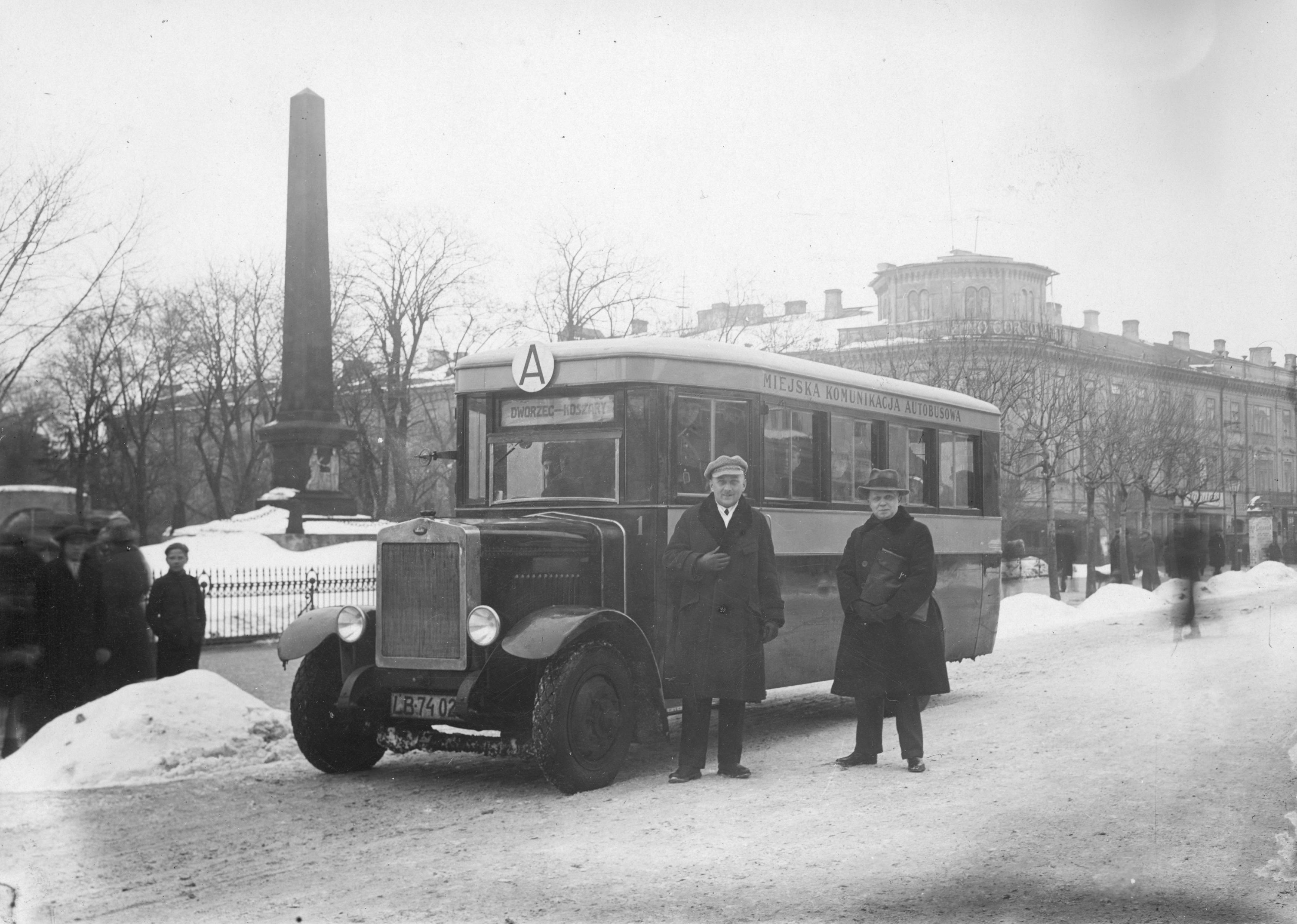
Autobus z karoserią wyprodukowaną w zakładach Plage i Laśkiewicz

Od 1924 do 1933 produkowano w zakładach Plage i Laśkiewicz także karoserie samochodowe – zakład głównie specjalizował się w karosowaniu autobusów Somua i Ursus AW oraz ciężarówek Ursus A, ale też luksusowych samochodów na podwoziach importowanych.
Zakłady Plage i Laśkiewicz zostały doprowadzone do upadłości, na skutek dążenia gen. Ludomiła Rayskiego, szefa Departamentu Aeronautyki Ministerstwa Spraw Wojskowych, do skupienia całości polskiego przemysłu lotniczego w rękach państwowych. Po dostarczeniu wojsku pierwszych 7 z zamówionych 50 samolotów Lublin R.XIIIF, ministerstwo, wykorzystując pretekst, pod koniec 1935 roku cofnęło zamówienie na pozostałe samoloty. Na skutek kłopotów finansowych wynikających z zerwania umowy, wytwórnia Plage i Laśkiewicz ogłosiła upadłość. 18 samolotów R.XIIIF będących w budowie zostało wycenionych po cenie złomu, po czym wytwórnia została znacjonalizowana, podejmując działalność pod nazwą Lubelska Wytwórnia Samolotów (LWS) (18 samolotów będących w budowie zostało następnie ukończonych dla wojska, po czym zamówiono kolejne 32).
2 września 1939 roku, w drugim dniu kampanii wrześniowej, zakłady zostały zbombardowane przez niemieckie lotnictwo. Niedługo później zapadła decyzja o ich ewakuacji. W czasie niemieckiej okupacji teren zakładów był użytkowany przez Wehrmacht i SS. W latach 1941–1943 funkcjonował tam obóz pracy.
8 listopada 2017 roku na ścianie budynku przy ul. Wrońskiej 2 w Lublinie odsłonięto dwie tablice upamiętniające historię zakładów oraz niemieckiego obozu pracy.